# Gelón
Gelón (en griego: Γέλων Gélōn; Gela, c. 540 - Siracusa, 478 a. C.) fue un militar y político griego, tirano de Gela y Siracusa en el siglo V a. C., primero de la dinastía dinoménida.
Su padre Dinómenes pertenecía a una antigua familia sacerdotal de Gela dedicada al culto de Deméter y Kore. El joven Gelón entró a formar parte de la guardia personal del tirano Hipócrates, a quien ayudó a hacerse con el poder, siendo ascendido a comandante de la caballería de la ciudad de Gela.
A la muerte del tirano (491 a. C.), Gelón defendió a los hijos de este, Euclides y Cleandro, contra las facciones oligárquicas, pero ese mismo año asumió personalmente el poder, conservando todas las posesiones de Hipócrates.
Aliado con Terón, tirano de Acragas, con cuya hija Demarete se casó, Gelón comenzó a partir de 488 a. C. la lucha contra los cartagineses, impidiéndoles una mayor penetración en la isla tras la catástrofe de Dorieo.
En el año 485 a. C. apoyó a los geomoroi, nobleza terrateniente siracusana que, expulsada por la unión del pueblo y los kyllyrioi de esta ciudad-estado, se había refugiado en Casmena. Gelón aprovechó la ocasión para, tras reponer a los geomoroi en Siracusa, hacerse con el control de la ciudad. Gelón confió el gobierno de Gela a su hermano Hierón y trasladó su sede a Siracusa, ciudad que amplió y que prosperó bajo su mandato hasta convertirse en la mayor de todo el mundo griego.
Para ello desplazó a una parte de los habitantes de Gela, mientras que Camarina, que se había rebelado, fue destruida y su población trasladada a Siracusa (484 a. C.), situación que se repitió en Mégara Hiblea, con la diferencia que aquí sólo la aristocracia fue admitida en la ciudadanía siracusana, siendo el demos esclavizado (483-482 a. C.); además asentó en Siracusa a diez mil mercenarios.
En el año 481 a. C. rechazó integrarse en la alianza panhelénica contra la invasión persa, no tanto porque se le negase el mando sobre la misma, sino principalmente para defender Sicilia frente a los cartagineses. En 480 estos últimos se presentaron en la isla a la llamada de Terilo, pero las fuerzas unidas de Terón y Gelón lograron alcanzar una resonante victoria en Hímera, que alejó el peligro cartaginés de Sicilia durante setenta años. Convertido en amo absoluto de toda Sicilia, hizo pública su intención de renunciar a la tiranía, pero su propuesta fue rechazada por una multitud, gobernando sin oposición hasta su muerte, a causa de una enfermedad, en 478 a. C.
Fue honrado como un héroe, y su memoria objeto de tal respeto que, cuando las estatuas de bronce representando a los tiranos de Siracusa fueron retiradas por Timoleón (150 años después), se hizo una excepción con la de Gelón.

## Vida

### Juventud en Gela
Gelón era hijo de Dinómenes, tirano de la ciudad siciliana de Gela, más conocido por conquistar Catania, en la costa oriental de Sicilia. El historiador Heródoto escribe que sus ancestros venían de la isla de Tilos en el mar Egeo, quienes fundaron la ciudad de Gela en el sur de Sicilia. Se dice que uno de sus parientes, Telines, reconcilió a sus habitantes tras un periodo de desorden civil, gracias a los ritos a las diosas del inframundo, Démeter y su doncella Kore, y todos sus descendientes continuaron la tradición sacerdotal en el culto a estas diosas. Gelón mismo parecía ser un sacerdote de este culto. Sus tres hermanos fueron Hierón, Trasíbulo y Polícelo. Dinómenes consultó al oráculo sobre el destino de sus hijos, y fue informado de que los tres estaban destinados a convertirse en tiranos.
Gelón combatió en varios conflictos entre los distintos tiranos de Sicilia, ganándose una reputación de soldado formidable. Sus hazañas fueron tan renombradas que fue ascendido a comandante de la caballería de Hipócrates, tirano de Gela. Desde este cargo desempeñó un rol vital en muchas  batallas, incluyendo una contra Siracusa, ciudad que más tarde él mismo conquistaría.

### Ascenso al poder
No fue hasta la muerte de Hipócrates en batalla contra los sículos en Megara Hiblea, que comenzó la escalada al poder de Gelón. Tras la muerte de Hipócrates, sus hijos ostentaron el cetro, pero el pueblo estaba cansado del mando de esta familia y se rebeló. Gelón aplacó la revuelta bajo el pretexto de apoyar a los hijos de Hipócrates, pero en lugar de ello ganó el poder para sí mismo con la ayuda del ejército en 491 a. C. El territorio bajo su control incluía ahora Gela, Naxos al este, Mesina al noreste y Camarina en el sur.

### Tirano de Siracusa
Gelón reinó pacíficamente sobre Gela y sus territorios en la Sicilia oriental durante el siguiente lustro. En 485 a. C. los aristócratas de Siracusa - conocidos como los gamori o geomori -, que habían sido expulsados de la ciudad por sus habitantes, acudieron a Gelón en busca de ayuda. Aprovechando la oportunidad, Gelón utilizó su poder militar para capturar la ciudad de Siracusa con escasa resistencia, reinstalando en el gobierno a los exiliados gamori.
Gelón fue entonces nombrado nuevo tirano de Siracusa, y dejó a su hermano Hierón al cargo de Gela. De acuerdo a Heródoto, trasladó la mitad de la población de Gela a Siracusa y destituyó a los aristócratas de Camarina. Continuó su estrategia expansionista, conquistando la vecina Eubea (483 a. C.) y Megara Hiblea. Destituyó por la fuerza a la aristocracia de estas ciudades y la envió a Siracusa, y esclavizó al resto de la población para expulsarla de Sicilia. El  motivo de ello, de acuerdo a Heródoto, es que había sido criado como un noble y se hallaba constantemente en presencia de nobles, y «encontraba una molestia compartir su hogar con gente común».

Cuando los megaranos de Sicilia se rindieron a él (Gelón) tras un sitio, separó a los más ricos, que habían hecho la guerra contra él y esperaban ser ejecutados, y les llevó a Siracusa para convertirles allí en ciudadanos. En cuanto a las gentes comunes de Megara, que no tenían nada que ver con la guerra y esperaban que no se les hiciera ningún daño, también fueron llevados a Siracusa y vendidos como esclavos para ser llevados fuera de Sicilia.
Heródoto, Historias VII, 156

Siracusa prosperó rápidamente bajo el gobierno de Gelón. Junto a un importante programa de obras públicas, Gelón organizó un poderoso ejército mercenario. La mayoría de los reclutas de su ejército venían de las tribus sículas nativas, aunque algunos procedían de la patria griega, soldados que habían combatido seguramente con Gelón algún tiempo atrás. Los efectivos completos ascendían a unos 10 000 hombres, todos los cuales recibieron la ciudadanía siracusana.
Gelón encontró un poderoso aliado en Terón, tirano de Agrigento, una ciudad al oeste de Gela, tras casarse con su hija Demarete. En 481 a. C., llegaron hasta él emisarios de Atenas, buscando su apoyo en la próxima guerra contra Jerjes I de Persia. Gelón respondió que enviaría 28 000 hombres y 200 naves si era nombrado comandante del ejército o flota griega. Se le negaron ambas pretensiones y, en consecuencia, rehusó apoyar a los griegos de cualquier manera.

### Batalla de Hímera
Existe cierta incertidumbre sobre la conducta de Gelón tras el rechazo griego a sus pretensiones. De acuerdo a Heródoto, envió a Cadmo de Cos con dinero y regalos a esperar en Delfos el desenlace del conflicto y, de ser este desfavorable para los griegos, hacer ofertas de sumisión al monarca persa.

Gelón, sin embargo, temía que los griegos no fueran capaces de derrotar a los bárbaros, considerando intolerable que él, tirano de Sicilia, debiera marchar al Peloponeso y ponerse a la entera disposición de los espartanos. Por esta razón, no siguió adelante con su plan, sino que adoptó otro. Tan pronto como fue informado de que los persas cruzaban el Helesponto, envió a Cadmo, hijo de Escites, hombre de Cos, a Delfos con treinta quinquerremes, llevándoles dinero y mensajes de amistad. Cadmo debía observar el resultado de la batalla, y si los bárbaros vencieren, debía entregarles dinero, tierra y agua como símbolo de sumisión. Si, por el contrario, los griegos vencían, debía regresar con los presentes.
Heródoto, Historias VII, 163

El mismo Heródoto, sin embargo, añade que los griegos sicilianos aseguran que se preparaba para unirse a las fuerzas de la alianza, cuando a sus oídos llegaron las nuevas de la invasión púnica de Sicilia. Del mismo modo se pronuncia Éforo de Cime.

Existe, sin embargo, otra historia que cuentan los sicilianos: aunque fuera bajo autoridad lacedemonia, Gelón habría ayudado a los griegos de no ser por Terilio, hijo de Crinipo, tirano de Hímera. Este hombre, que había sido expulsado de Hímera por Terón de Acragas, hijo de Enesidemo, trajo contra Gelón trescientos mil fenicios, libios, iberos, ligios, ilicios, sardos y corsos, liderados por Amílcar hijo de Hannón, rey de los cartagineses. Terilo le indujo a ello en parte en prerrogativa de su amistad personal, pero principalmente a través de los esfuerzos de Anaxilao, hijo de Cretines, tirano de Regio. Éste había enviado a sus propios hijos como rehenes a Amílcar, y traído a éste a Sicilia en ayuda de su suegro, pues la esposa de Anaxilao era Cidipe, hija de Terilo. Por esto Gelón envió el dinero a Delfos, porque le era imposible ayudar a los griegos.
Heródoto, Historias VII, 165

Los cartagineses se hallaban entonces establecidos en la costa occidental de Sicilia. Terón de Acragas había proclamado la independencia de toda Sicilia de los púnicos tras derrotar al tirano Terilo en Hímera. Terilo acudió a Cartago en busca de un poderoso aliado para ayudarle a recuperar Hímera. Los púnicos respondieron a su súplica, viendo en ello una oportunidad para extender su dominio sobre la isla. La oportunidad era propicia ahora que la Grecia continental se hallaba bajo la amenaza persa.
Algunos historiadores mencionan que Jerjes y Cartago estaban en contacto y coordinaron un ataque simultáneo en ambos frentes, el oriental y el occidental, correspondientes a Grecia y sus colonias, evitando así que se apoyaran mutuamente. En cualquier caso, en 480 a. C., un ejército cartaginés de 300.000 hombres desembarcó en Palermo, en la costa norte de Sicilia, y avanzó al este hacia Hímera. Al mando se encontraba el sufete Amílcar Magón. Gelón, al llegarle noticias del peligro que se cernía sobre su aliado, encabezó un ejército de 50.000 infantes y 5000 jinetes en dirección a Hímera.
Un contingente del ejército de Gelón consiguió penetrar en el campamento púnico, disfrazándose como aliados de la vecina ciudad de Selino. Una vez en el interior, dieron la señal al resto de las tropas de Gelón, que se hallaban estacionadas en las montañas sobre el campamento, prendiendo fuego a los barcos de Amílcar. La subsiguiente batalla resultó en una completa victoria para Gelón y Terón, con unas bajas estimadas de 150.000 cartagineses, incluyendo al propio Amílcar. Según los historiadores clásicos, esta victoria se produjo en el mismo día que la batalla de Salamina tenía lugar al oriente.
Las riquezas recuperadas del campamento púnico y los 2000 talentos de plata recibidos como garantía del tratado de paz con Cartago, fueron distribuidos por Gelón entre sus tropas y las de sus aliados. Una gran cantidad se reservó para la construcción de un nuevo templo en Siracusa, y más dinero fue enviado para la construcción de nuevos santuarios en la misma Grecia. Al regresar a la ciudad, Gelón convocó al ejército y las gentes de Siracusa. Se presentó ante ellos desarmado y solo, e hizo una recapitulación de sus acciones durante todo su mandato, la guerra contra Amílcar y el modo en que distribuyó el botín. Les dijo que si encontraban algo incorrecto en su conducta, eran libres de matarle y controlar Siracusa ellos mismos. El pueblo de Siracusa aclamó a Gelón, manteniéndole como tirano, y este continuó su reinado de paz los siguientes dos años, tras los cuales murió presa de fiebres.

### Muerte y sucesión
Gelón murió en 478 a. C. tras gobernar Siracusa durante siete años. El control del reino pasó entonces a su hermano Hierón, quien gobernó una década hasta su muerte, tras la que estalló una disputa por la sucesión que acabó con la disolución del Estado siracusano.

## Contribuciones de Gelón a la historia de Sicilia y Grecia
La primera contribución digna de mencionar de Gelón al mundo griego, y más específicamente siciliano, fue la fundación de Siracusa como capital, a la que convirtió en «la mayor ciudad griega de occidente». La localización de la ciudad propiamente dicha la convirtió en un lugar privilegiado para tal papel. La ciudad se encontraba en una isla, conectada con el interior por una península, construida en el Siglo VI a. C. Miraba a oriente, hacia la patria griega, y poseía su propio puerto.
Gelón construyó una muralla que descendía desde el fuerte de Acradina hasta el mar, haciendo de Siracusa virtualmente inexpugnable. Además, al trasladar a ella los ciudadanos adinerados de otras ciudades - táctica nunca antes empleada en Sicilia - la ciudad prosperó rápidamente. Construyó un teatro para fomentar la cultura entre sus ciudadanos, y un templo a la diosa Atenea tras la batalla de Hímera. Todas estas infraestructuras influenciaron la historia de Siracusa por muchos años. La ciudad fue un importante puesto avanzado para los imperios bizantino y romano, y hoy en día representa un lugar de gran importancia histórica para Sicilia e Italia.
La segunda gran contribución de Gelón fue la victoria ante los cartagineses en Hímera. La batalla fue especialmente significativa por su fecha y localización. Existen pocas dudas acerca del destino de Sicilia si Amílcar hubiera derrotado al ejército combinado de Gelón y Terón. Los Estados griegos de la metrópoli habrían sido incapaces de prestar ayuda debido a su propia guerra contra los persas. Si, como muchos historiadores creen, los ejércitos persa y cartaginés hubieran entrado en contacto, una derrota de Gelón en Hímera habría supuesto un ataque envolvente sobre la propia Grecia por púnicos y persas, y quizá el eventual fin de la civilización griega. Al derrotar a Amílcar en 480 a. C. Gelón consiguió mantener Sicilia libre del yugo púnico durante los siguientes setenta años.
Gelón parece haber sido guardado en alta estima por sus súbditos, al menos parcialmente debido a su victoria en Hímera. Este respeto queda patente en la elaborada tumba y estatua esculpidas en su memoria con dinero público. A pesar de los abusos efectuados por Gelón sobre los pueblos conquistados, su reputación como tirano respetado y rey generoso sobrevivió al paso del tiempo, convirtiéndose en sinónimo de buen gobernante. Quizá el mayor testamento a su influencia sobre Sicilia es el hecho de que su estatua fuera perdonada por Timoleón, cuando este destruyó todas las demás para enterrar cualquier memoria de tiranía, cuando Sicilia se convirtió en democracia 150 años después de la muerte de Gelón.